# 国府町立大茅小学校
国府町立大茅小学校（こくふちょうりつ おおかやしょうがっこう）は、かつて鳥取県岩美郡国府町（現・鳥取市国府町）栃本にあった公立小学校。

## 概要
2002年、谷小学校・成器小学校と統合し国府東小学校開校に伴い、2002年3月31日をもって閉校された。

## 沿革
- 1873年（明治6年）12月4日 - 栃本小学校開校。
- 1882年（明治15年）10月1日 - 雨滝分校設置。
- 1887年（明治20年）2月 - 栃本尋常小学校と改称、雨滝分校廃止。
- 1892年（明治25年）9月25日 - 大茅尋常小学校と改称。
- 1893年（明治26年）8月 - 雨滝分教場を設置。
- 1901年（明治34年）5月 - 公立大茅尋常小学校と改称、雨滝分教場廃止。
- 1902年（明治35年）4月 - 高等科を設置、大茅尋常高等小学校と改称。
- 1908年（明治41年） - 高等科を廃止、大茅尋常小学校と改称。
- 1924年（大正13年）4月 - 高等科を併置。
- 1941年（昭和16年）4月1日 - 国民学校令により大茅国民学校と改称。
- 1947年（昭和22年）4月1日 - 学制改革により大茅村立大茅小学校と改称。
- 1952年（昭和27年）11月1日 - 大茅村・成器村が合併し大成村発足に伴い大成村立大茅小学校と改称。
- 1957年（昭和32年）1月1日 - 大成村・宇倍野村が合併し国府町発足に伴い国府町立大茅小学校と改称。
- 2002年（平成14年）3月31日 - 閉校。

## 廃校舎の活用
- 2009年に校舎は改修され「おおかや交流館」となった。

## 交通アクセス
- 鳥取駅バスターミナル：日ノ丸バス雨滝線「栃本」バス停下車。